# Сабинин, Анатолий Христофорович
Анато́лий Христофо́рович Саби́нин (1850—10 (23) июля 1907, Санкт-Петербург) — врач-писатель. Издавал журнал общественной медицины и гигиены «Медицинская беседа».

## Биография
Окончил Воронежскую духовную семинарию, далее, в 1875 — Медицинско-Хирургическую академию в звании лекаря.
В 1873 г. подчинен негласному надзору, в виду его близкого знакомства летом 1873 г. в Воронеже с поднадзорным А. С. Пругавиным.
В 1876—1877 гг. ординатор, земский врач Корсунского уезда Симбирской губернии. Впоследствии врач губернской земской больницы и городовой врач в Воронеже.
С 1899 по 1904 гг. — старший врач губернской земской больницы в Воронеже.
В Воронеже с 1884 года Сабинин жил в двухэтажном каменном здании (разрушено во время Великой Отечественной войны) в начале 1-й Острогожской улицы (ныне Пушкинская), в котором располагалась аптека Л. И. Мюфке
Умер 10 (23) июля 1907 года. Похоронен на Смоленском православном кладбище.

## Главные труды
- «Учебник физиологии» (для фельдшерских школ и фельдш., 4-е изд., 1898)
- «К статистике сифилиса в Воронежской губ.» («Прот. съезда зем. врачей Ворон, губ.», 1882)
- «Животные паразиты в кишках» (брошюра, 1890)
- «Физиологические беседы» (ib., 1888)
- «Дифтерия и меры борьбы с нею» («Мед. беседа». 1893)
- «История чумы с древнейших времён» (1897) и др.

### Журнал
Журнал общественной медицины и гигиены «Медицинская беседа» издавался (совместно с В. И. Миропольским) 37 лет (1869—1906 гг., по другим сведениям - со 2 апреля 1887 года по 1908) и имел большое значение для повышении уровня профессионализма врачей и выходил два раза в месяц.
Журнал ставил цель знакомить общество с последними достижениями врачебной науки, а также с желательной постановкой врачебного дела. Основным средством этого были популярные статьи по местным санитарным вопросам и земской медицине, публикация исторических сведений и информации о местных врачебных учреждениях и лицах. Также велась врачебная хроника и печатались заметки по народной медицине.
Журнал получил большую золотую медаль на 1-й всероссийской гигиенической выставке в 1893 г. в Санкт-Петербурге.